# Cầu 14 tháng 7
Cầu 14 tháng 7 (tiếng Ả Rập: جسر 14 تموز) là cây cầu treo bắc qua sông Tigris ở Baghdad, Iraq chuyên chở phương tiện và người đi bộ. Cây cầu mang đường Arbataash Tamuz (ngày 14 tháng 7) từ trung tâm thành phố (trước đây là Vùng Xanh) về phía nam vào bán đảo Karrada.
Cây cầu được đặt tên sau ngày 14 tháng 7 năm 1958, ngày mà chế độ quân chủ Hashemite bị lật đổ trong một cuộc đảo chính. Đây là cây cầu treo duy nhất ở Baghdad.
Cây cầu có hai làn mỗi hướng, nhưng trên thực tế chỉ có một làn được sử dụng do kiểm tra an ninh nghiêm ngặt.
Cầu treo có nhịp dài 167,64 m (550 ft), trong đó các khe hở bên rộng 83,82 m (275 ft). Do mặt đất của Baghdad bao gồm phù sa, mỏ neo của dây thừng không cung cấp đủ lực để chịu được lực kéo, nên cây cầu này được gọi là cây cầu treo tự neo (giả).
David B. Steinman đã được trao hợp đồng thiết kế cây cầu vào năm 1956, tuy nhiên cây cầu không thể bắt đầu xây dựng cho đến năm 1961, do hoàn cảnh chính trị ở Iraq và thực tế là Steinman đã chết năm 1960. Cây cầu được sơn màu xanh lá cây mà Steinman ưa thích.
Trong Chiến tranh vùng Vịnh, cây cầu đã bị tấn công vào ngày 9 tháng 2 năm 1991 trong Chiến dịch Bão táp Sa mạc, khiến ba người chết và sáu người bị thương, gây thiệt hại quy mô lớn cho cây cầu. Cây cầu được mở lại vào ngày 25 tháng 10 năm 2003 sau khi Saddam Hussein sụp đổ. Tuy nhiên, sau vụ đánh bom ở Baghdad vào ngày 13 tháng 11 năm 2003, nó đã bị đóng cửa cho đến giữa năm 2004 vì lý do an toàn.